# Дети без присмотра
«Де́ти без присмо́тра» (англ. Unaccompanied Minors) — семейная комедия 2006 года режиссёра Пола Фига с Льюисом Блэком и Уилмером Вальдеррама в главных ролях. В США премьера фильма состоялась 8 декабря 2006 года. 
Фильм основан на реальной истории, впервые рассказанной Сьюзан Бёртон в эфире радиошоу «This American Life» и озаглавленной как «В случае возникновения чрезвычайной ситуации, приведите вашу сестру в вертикальное положение» (In the Event of an Emergency, Put Your Sister in an Upright Position).

## Сюжет
Накануне Рождества пятерых детей застаёт снежный буран, а аэропорт, в котором они находятся, засыпает снегом, и поблизости нет никого из родителей. Фильм повествует о том, как эта юная компания попытается перехитрить разъярённых охранников аэропорта и вновь встретиться с родными.
С помощью «временно позаимствованных» кредитных карточек и неохотно помогающего им бортпроводника дети докажут, что главное не то, где ты встречаешь Рождество, а то, с кем ты его встречаешь.

## В ролях
| Актёр                 | Роль                              |
| --------------------- | --------------------------------- |
| Льюис Блэк            | Оливер Портер                     |
| Уилмер Вальдеррама    | Зак Ван Бёрк                      |
| Тайлер Джеймс Уильямс | Чарли Голдфинч                    |
| Диллан Кристофер      | Спенсер Дэйвенпорт                |
| Бретт Келли           | Тимоти «Биф» Веллингтон           |
| Джина Мантенья        | Грейс Конрад                      |
| Куинн Шепард          | Донна Мэлоун                      |
| Пэйджет Брюстер       | Валери Дэйвенпорт мать Спенсера   |
| Роб Кордри            | Сэм Дэйвенпорт отец Спенсера      |
| Доминик Салдана       | Кэтрин Дэйвенпорт сестра Спенсера |
| Джессика Уолтер       | Синди                             |
| Роб Риггл             | Хоффман начальник охраны          |
| Мишель Сэндлер        | Мэри Линн                         |
| Дэвид Кокнер          | Эрни                              |
| Б. Дж. Новак          | стюард                            |
| Минди Калинг          | хостес ресторана                  |
| Тони Хейл             | Алан Дэвис                        |
| Кристен Уиг           | Кэрол Мэлоун                      |
| Эл Рокер              | в роли самого себя                |